# Cleveaceae
Cleveaceae är en familj av bladmossor. Enligt Catalogue of Life ingår Cleveaceae i ordningen Marchantiales, klassen levermossor, divisionen bladmossor och riket växter, men enligt Dyntaxa är tillhörigheten istället ordningen Marchantiales, klassen levermossor, divisionen levermossor och riket växter. Enligt Catalogue of Life omfattar familjen Cleveaceae 6 arter. 
Kladogram enligt Catalogue of Life och Dyntaxa:
| Cleveaceae | \| \| Athalamia \| \| \| \| \| \| Peltolepis \| \| \| \| \| \| Sauteria \| \| \| \| |
|            | \| \| Athalamia \| \| \| \| \| \| Peltolepis \| \| \| \| \| \| Sauteria \| \| \| \| |
|            | Aytoniaceae                                                                         |
|            |                                                                                     |
|            | Conocephalaceae                                                                     |
|            |                                                                                     |
|            | Corsiniaceae                                                                        |
|            |                                                                                     |
|            | Cyathodiaceae                                                                       |
|            |                                                                                     |
|            | Dumortieraceae                                                                      |
|            |                                                                                     |
|            | Exormothecaceae                                                                     |
|            |                                                                                     |
|            | Marchantiaceae                                                                      |
|            |                                                                                     |
|            | Monocarpaceae                                                                       |
|            |                                                                                     |
|            | Monocleaceae                                                                        |
|            |                                                                                     |
|            | Monosoleniaceae                                                                     |
|            |                                                                                     |
|            | Oxymitraceae                                                                        |
|            |                                                                                     |
|            | Ricciaceae                                                                          |
|            |                                                                                     |
|            | Targioniaceae                                                                       |
|            |                                                                                     |
|            | Wiesnerellaceae                                                                     |
|            |                                                                                     |
|            | Athalamia                                                                           |
|            |                                                                                     |
|            | Peltolepis                                                                          |
|            |                                                                                     |
|            | Sauteria                                                                            |
|            |                                                                                     |

|  | Athalamia  |
|  |            |
|  | Peltolepis |
|  |            |
|  | Sauteria   |
|  |            |

## Bildgalleri

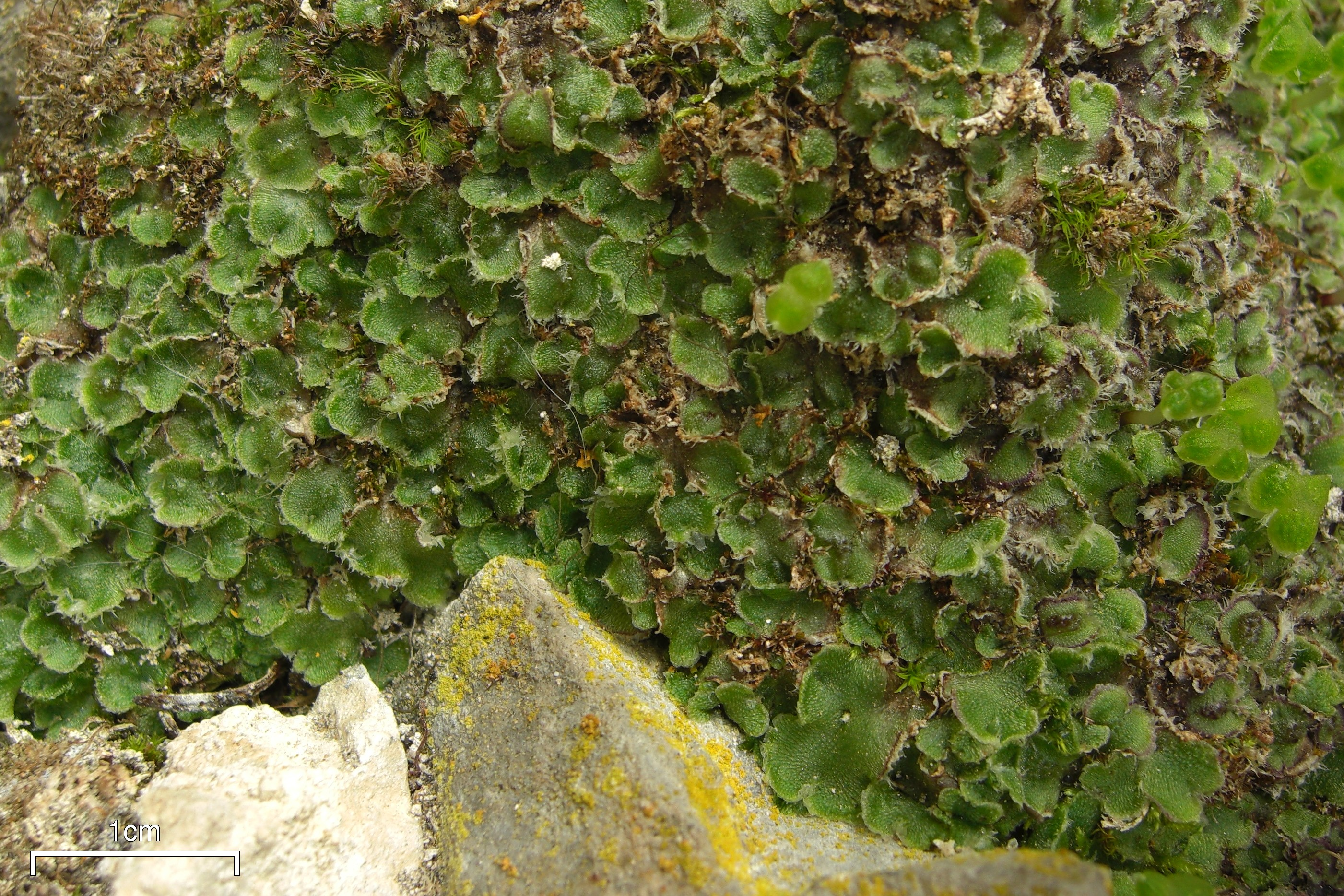